# August Tholuck

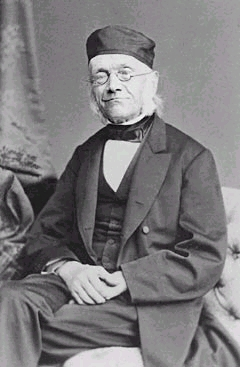
August Tholuck

Friedrich August Gottreu Tholuck (ur. 30 marca 1799 we Wrocławiu, zm. 10 czerwca 1877 w Halle), znany powszechnie jako August Tholuck – niemiecki teolog protestancki, reprezentant teologii ortodoksyjnej związany z pietyzmem, wykładowca Uniwersytetu w Halle.

## Życiorys
August Tholuck urodził się w wielodzietnej rodzinie robotniczej. Od najmłodszych lat wykazywał niezwykłe zdolności intelektualne, według niektórych źródeł w wieku 17 lat posługiwał się ok. 19 językami. W wieku niespełna 18 lat podjął studia na Uniwersytecie Wrocławskim, gdzie pogłębiał znajomość języka arabskiego, następnie, za radą berlińskiego orientalisty H. F. von Dieza, studiował teologię na Uniwersytecie w Berlinie. Początkowo był panteistą i sceptykiem, zmienił jednak zdanie pod wpływem lektury dzieł Schleiermachera, który zrobił na Tholucku duże wrażenie, choć był mu teologicznie obcy, oraz Neandra. Nawiązał też kontakt ze środowiskiem konserwatywnych luteranów, sprzeciwiających się narzucanej przez króla pruskiego Fryderyka Wilhelma III unii kościelnej, m.in. z Johannem Gottfriedem Scheiblem. Duży wpływ wywarł też na niego pietysta Hans Ernst von Kottwitz.
Już jako student 5. roku, został powołany na profesora nadzwyczajnego literatury orientalnej i egzegezy Starego Testamentu na Uniwersytecie w Dorpacie, nie objął jednak tej posady z przyczyn zdrowotnych. W 1821 uzyskał licencjat z teologii na podstawie pracy o panteizmie w Oriencie. Jego wykłady początkowo nie cieszyły się zainteresowaniem, zasłynął jednak jako propagator pobożności biblijnej. W 1824 roku został profesorem nadzwyczajnym literatury orientalnej, w następnym roku odbył podróż do Holandii i Anglii na koszt rządu pruskiego. W 1826 profesorem zwyczajnym teologii, którym był aż do śmierci, z wyjątkiem lat 1827–1829, kiedy był duszpasterzem diaspory ewangelickiej w Rzymie. Prowadził też działalność wydawniczą, od 1824 roku był jednym z trzech wydawców pisma misyjnego „Przyjaciel Izraela, Czasopismo dla Chrześcijan i Izraelitów”, a od 1826 roku pisma „Najnowsze Wiadomości z Królestwa Bożego”. Działalności tej sprzeciwiał się Schleiermacher, który z ambony potępiał nawracanie Żydów na chrześcijaństwo. Działał w różnych towarzystwach misyjnych, w latach 1821–1825 był dyrektorem pruskiego Towarzystwa Biblijnego, uczestniczył w dorocznych zgromadzeniach towarzystw biblijnych w Londynie.
Na Uniwersytecie w Halle Tholuck spotkał się z oporem tamtejszych racjonalistów, Geseniusa i Wegscheidera, jednak jego wpływ okazał się silniejszy. Poróżnił się także z konserwatystami. Kiedy Ernst Ludwig von Gerlach domagał się państwowej kontroli nad nauczaniem teologii, Tholuck sprzeciwił się temu, był też przeciwny wykluczaniu racjonalistów z Kościoła. 
August Tholuck pełnił funkcję kaznodziei uniwersyteckiego, prowadził duszpasterstwo akademickie, angażował się też w działalność diakonijną. W swej twórczości teologicznej koncentrował się na egzegezie biblijnej i komentowaniu symboli wiary, Ojców Kościoła (przede wszystkim Jana Chryzostoma) i reformatorów, głównie Marcina Lutra i Jana Kalwina, był także autorem literatury budującej. Był wydawcą komentarzy biblijnych Kalwina oraz jego dzieła Institutio religionis christianae.
Zmarł 10 czerwca 1877 w Halle.

## Poglądy
August Tholuck uważał chrześcijaństwo nie za system religijny, lecz za zaspokojenie potrzeb duchowych, a przede wszystkim głodu zbawienia. Sprzeciwiał się jednak czysto moralizatorskiemu pojmowaniu chrześcijaństwa, podkreślał realność grzechu pierworodnego i konieczność odkupienia. W odróżnieniu od wielu pietystów nie reprezentował postawy czysto indywidualistycznej, jego myśl posiadała silny wątek wspólnotowy i liturgiczny. Był przywiązany do tradycji wyznaniowej wyrażonej w księgach symbolicznych, był jednak przeciwnikiem radykalnego konfesjonalizmu. Potępiał prześladowania staroluteranów przez państwo pruskie, opowiadał się jednak za dialogiem z ewangelikami reformowanymi. Dał temu wyraz powołując wraz z Augustem Neandrem pismo „Deutsche Zeitschrift für christliche Wissenschaft und christliches Leben”, w którym promował dialog ekumeniczny z Kościołami wywodzącymi się z reformacji. W hermeneutyce biblijnej dopuszczał stosowanie metody historyczno-krytycznej i odrzucał werbalną inspirację Pisma Świętego, podkreślał jednak prawdziwość nauki biblijnej. Polemizował z 
Davidem Friedrichem Straussem i jego spojrzeniu na historię ewangeliczną jako zbiór mitów.

## Wybrane dzieła
- Die Lehre von der Sünde und dem Versöhner, oder die wahre Weihe des Zwaiflers, Berlin 1823
- Blüthensammlung aus der morgenländischen Mystik, 1825
- Die Glaubwürdigkeit der evangelischen Geschichte, 1837
- Stunden christlichen Andacht, 1840
- Lutherische Theologen Wittenbergs im 17. Jahrhundert, Hamburg 1852
- Des akademische Leben des 17. Jahrhundert, 2 tomy, Hamburg 1852, 1854
- Geschichte des Rationalismus, część I, Hamburg 1865 (dzieło niedokończone)